# Маєр Фельдман
Маєр Фельдман (відомий як Майк Фельдман) (22 червня 1914, Філадельфія — 1 березня 2007, Бетесда) — американський політичний помічник в адміністраціях Кеннеді і Джонсона.
Будучи родом з Філадельфії, Фельдман здобув юридичну освіту і став випускником Університету Пенсільванії, на навчання в якому він отримав стипендію. Під час Другої світової війни він служив у Військово-повітряних силах аж до приходу у виборчій кампанії Кеннеді в 1957 році.
Під час цієї кампанії Фельдман отримав доручення збирати негативну інформацію про Річарда Ніксона, а також допомагати у написанні промов та телевізійних інтерв'ю. Збірка зібраних ним документів проти Ніксона стала відома як «Ніксопедія». Крім того, він займався вирішенням питань у сфері сільського господарства і зовнішньої політики, зокрема щодо продажу ядерної зброї, і часто проводив таємні переговори з прем'єр-міністром Ізраїлю Давидом Бен-Гуріоном і міністром закордонних справ Голдою Меїр. Фельдман був відомий за римовані двовірші використані, коли він і Теодор Соренсен С., якого він змінив на посту радника Білого дому, обмінювались пам'ятними записками. У 1964 році газета «Нью-Йорк Пост» назвала його «анонімною людиною Білого дому».
Після вбивства Кеннеді Джонсон залишив Фельдмана на посаді для виконання подібних завдань у виборчих перегонах проти свого суперника Баррі Голдуотера. Після відставки з державної служби у 1965 році Фельдман заснував юридичну фірму, яка займалася правовими питаннями у сфері радіозв'язку, і призначав комітети на Спеціальних Олімпійських іграх. Маючи такі повноваження, він створив «Раду з питань розумово відсталих при Президентові США», відігравши, таким чином, ключову роль у її заснуванні. Фельдман був також літературним критиком і драматургом. Він помер у Бетесді, штат Меріленд, в 2007 році.

## Життєпис

### Дитинство
Фельдман народився у Філадельфії, штат Пенсільванія в 1914 році. Обоє його батьків були українцями за походженням і прибули в США за три роки до його народження. Дитиною він навчався в Уортонській школі, а пізніше продовжив навчання у Жірардському коледжі. Перш, ніж виграти стипендію на навчання в Університеті Пенсільванії, Фельдман деякий час працював на покрівельну компанію. Він закінчив навчання в 1938 з дипломом юриста, і почав викладати цей предмет в університеті аж до початку Другої світової війни.

### Військова служба
Фельдман, який одружився зі своєю однокласницею Джекі Московіц у 1941 році, вступив у збройні сили у 1942 році і служив у Військово-повітряних силах армії США. Після закінчення військових дій він був демобілізований і з 1946 до 1954 року працював старшим помічником голови Комісії з цінних паперів і бірж, а потім з 1955 до 1957 року — у Комітеті банківської справи та грошового обігу при Сенаті. Тут він зустрів Теда Соренсена, який у той час працював з Кеннеді.

### За правління Кеннеді
Фельдман приєднався до кампанії Кеннеді у 1958 році як помічник з питань законодавства. Кеннеді «з радістю доручив міському хлопцю вирішення питань сільського господарства» і часто вітав Фельдмана словами «Майк, як там урожай?» Фельдман також зібрав інформацію про Річарда Ніксона, який змагався з Кеннеді. Він виконував ці доручення до 1961 року, після чого став заступником спеціального радника Президента. Фельдман став спічрайтером і офіційним радником з питань законодавства у сфері торгівлі. Фельдман допоміг Кеннеді в боротьбі з критикою щодо його римо-католицького походження, включивши «в його промову імена техасців з Ірландським звучанням, які померли в Аламо», а також підготував президента до телевізійних інтерв'ю. Фельдман також зблизився з родиною Кеннеді, зокрема, з Юніс Кеннеді Шрайвер.
Фельдман був радником президента у сфері зовнішніх зв'язків зокрема з питань продажу ядерної зброї, і часто проводив таємні переговори з прем'єр-міністром Ізраїлю Давидом Бен-Гуріоном і міністром закордонних справ Голдою Меїр.